# Hermetic
L'album Hermetic di Magne Furuholmen è un album quasi interamente strumentale e fa da colonna sonora al film horror norvegese 1732 Høtten. 
Il brano Solve Et Coagula 10 fa anche parte della colonna sonora del film Hawaii, Oslo.

## Formazione
- Magne Furuholmen: pianoforte, chitarra, voce, autore
- Kjetil Bjerkestrand: autore
- Freddie Wadling: voce

## Tracce
1. Solve Et Coagula 1
2. Solve Et Coagula 2
3. Solve Et Coagula 3
4. Solve Et Coagula 4
5. Solve Et Coagula 5
6. Solve Et Coagula 6
7. Solve Et Coagula 7
8. Solve Et Coagula 8
9. Solve Et Coagula 9
10. Solve Et Coagula 10
11. Solve Et Coagula 11
12. Solve Et Coagula 12